# Penisola di Macao
La penisola di Macao è la parte più antica e popolosa della Regione amministrativa speciale di Macao (RASM) e possiede una superficie di circa 9,30 km². Si trova a sud dell'isola di Zhongshan (anticamente chiamata isola di Xiangshan) nella provincia di Canton, nella Repubblica Popolare di Cina. Attualmente risiedono sul suo territorio circa 516.000 abitanti, corrispondenti all'80% della popolazione totale di Macao.

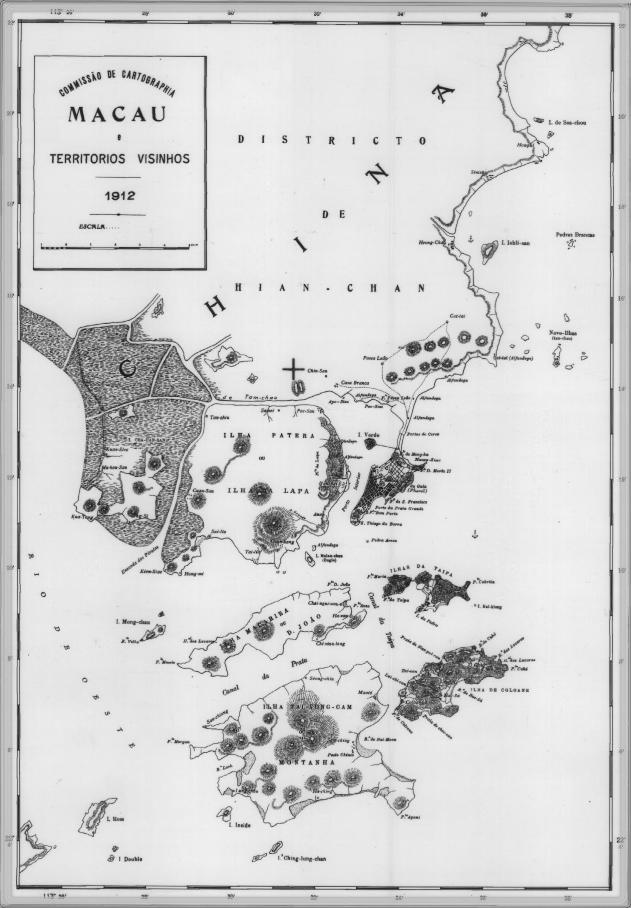
Mappa di Macao risalente al 1912.

Macao era originariamente un'isola, ma i sedimenti trasportati dal fiume delle Perle e depositati principalmente nella zona più settentrionale, andarono a formare un istmo che la collegarono alla Cina continentale, trasformandola in una penisola.
Attualmente la penisola è completamente circondata dall'acqua, se non per il lato settentrionale con il quale è connessa alla città cinese di Zhuhai. Il posto di frontiera do Cerco (posizionato nella parte settentrionale) delimita la frontiera sia della penisola stessa, sia della Regione. A sud è connessa con l'isola di Taipa attraverso tre ponti (il ponte dell'Amicizia, il ponte del Governatore Nobre de Carvalho e il ponte Sai Van). La distanza tra l'estremo nord (Porta "do Cerco") e l'estremo sud (Barra) della penisola si aggira sui 4 km. Ad ovest si trova il Porto Interno, dove si dice che i navigatori portoghesi sbarcarono per la prima volta a Macao, scoprendo la costa occidentale della penisola.
Essendovi situati i principali organi governativi, le principali attività economiche e la maggior parte dei servizi, è proprio in quest'area che si concentra la maggior parte della popolazione.
La parte più alta della penisola è la collina di Guia, alta 90 metri, e su cui si trova la fortezza di Guia. Numerose furono le aree che vennero prosciugate e reclamate sia dalla foce del fiume delle Perle sia dal mare; infatti all'inizio del XX secolo la penisola era costituita da soli 3,20 km².
Il centro storico di Macao, interamente situato sulla penisola, è stato iscritto alla lista dei beni patrimonio dell'umanità dell'UNESCO.

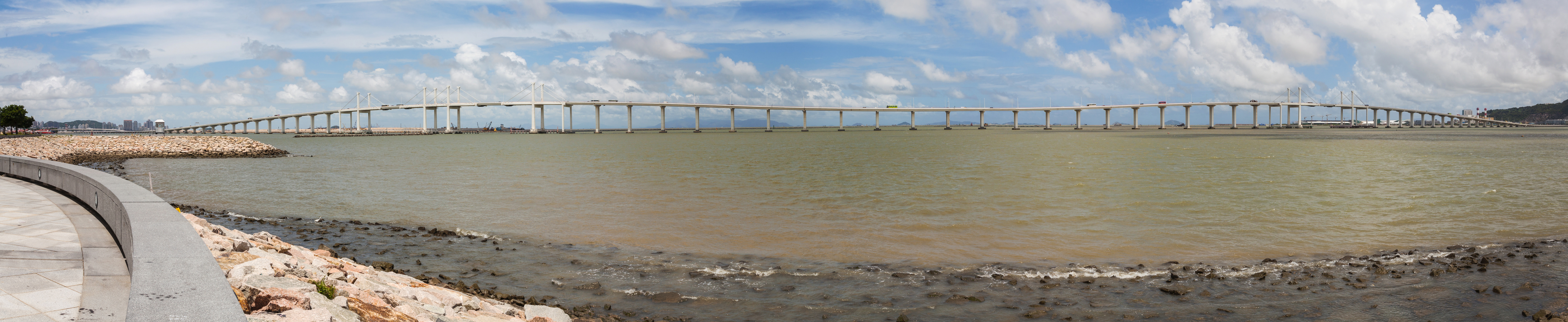
Il ponte dell'Amicizia che collega Macao all'isola di Taipa

## Storia
Secondo alcuni studi archeologici, questa regione fu popolata dai cinesi già da 6.000 a 4.000 anni fa. Durante il XIII secolo, un considerabile numero di coloni cinesi si stabilì in quest'area, stabilendo vari insediamenti nel nord della penisola. Durante la dinastia Ming, molti pescatori di Canton e Fujian si stabilirono a Macao e furono loro a erigere il tempio di A-Ma. 
I portoghesi, invece, giunsero per la prima volta nel XVI secolo, tra il 1554 e il 1557 e stabilirono nella penisola il primo avamposto commerciale europeo in Cina.
L'intero territorio della penisola andava a costituire il consiglio di Macao, una delle due divisioni amministrative che contraddistinsero Macao durante il dominio portoghese. Il consiglio era diviso in cinque parrocchie, ovvero:

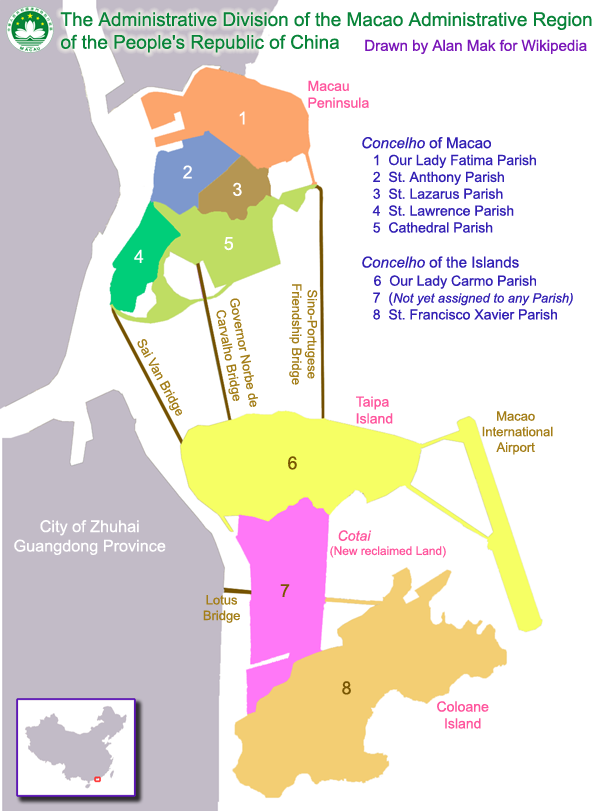
mappa di macao inglese

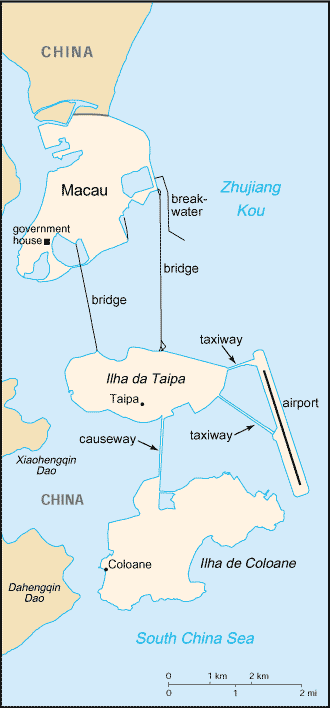
Il territorio di Macao fino ai primi anni 2000

| Freguesia / Parrocchia | Freguesia / Parrocchia                          | superficie in km2 |  |
| ---------------------- | ----------------------------------------------- | ----------------- |  |
|                        | Parrocchia di Nostra Signora di Fatima (花地瑪) |                   |  |
|                        | Parrocchia di San Antonio (花王 / 聖安多尼)     |                   |  |
|                        | Parrocchia di San Lazzaro (望德)                |                   |  |
|                        | Parrocchia di Sé (大)                           |                   |  |
|                        | Parrocchia di San Lorenzo (風順 / 聖老愣佐)     |                   |  |